# Charyl Chappuis
Charyl Yannis Chappuis est un footballeur international thaïlandais né le 12 janvier 1992 à Kloten. Il est également de nationalité suisse. Il évolue au poste de milieu de terrain au Bangkok FC.

## Biographie
Charyl Chappuis naît le 12 janvier 1992 à Kloten, d’un père suisse et d’une mère d’origine thaïlandaise.
Charyl Chappuis est formé au Grasshopper Zurich entre 2003 et 2011, il est régulièrement appelé par les équipes de Suisse juniors. En 2009, il devient champion du monde des moins de 17 ans avec la Suisse.
À la fin de sa formation, il est prêté, lors de la saison 2011-2012 au FC Locarno, qui milite en deuxième division, puis au FC Lugano. Le 11 janvier 2013, il quitte la Suisse pour rejoindre le pays de sa mère  et signe un contrat de deux ans avec le Buriram United.
En 2013, il est appelé par le sélectionneur de l’équipe nationale de Thaïlande pour jouer un match qualificatif pour la Coupe d’Asie des nations 2015, mais ne peut jouer en raison d’un problème de règlements. Finalement, la FIFA accepte la décision de Chappuis de représenter la Thaïlande au niveau international.

## Palmarès
- Suisse -17 ans
  - Vainqueur de la Coupe du monde des moins de 17 ans en 2009
- Buriram United
  - Vainqueur de le Championnat de Thaïlande en 2013
- Buriram United
  - Vainqueur de la Coupe de Thaïlande en 2013